# Metynnis altidorsalis
Metynnis altidorsalis är en fiskart som beskrevs av Ahl 1923. Metynnis altidorsalis ingår i släktet Metynnis och familjen Characidae. Inga underarter finns listade i Catalogue of Life.